# Référendum martiniquais du 24 janvier 2010
Le référendum martiniquais du 24 janvier 2010 est un référendum local qui a eu lieu en Martinique, le même jour que celui identique organisé en Guyane, afin de proposer la fusion du département unique et de la région en une seule collectivité territoriale. La population approuve la proposition à un peu plus de 68 %.

## Contexte
À la suite de la grève générale aux Antilles ayant eu lieu en 2008 et 2009, un premier référendum est décidé courant 2009. La consultation, qui propose une autonomie accrue, en passant sous le statut de collectivité d'outre-mer au lieu de celui de département et de région, voit la population rejeter le projet par une large majorité de près de 80 % des suffrages.
À la suite de ce rejet, un nouveau référendum est organisé le 24 janvier, proposant simplement un régime d'assemblée unique remplaçant le Conseil général et le Conseil régional. 

### Question
« Approuvez-vous la création en Martinique d’une collectivité unique exerçant les compétences dévolues au département et à la région tout en demeurant régie par l’article 73 de la Constitution ? »

### Résultats
| Choix                     | Votes   | %     |
| ------------------------- | ------- | ----- |
| Pour                      | 69 188  | 68,30 |
| Contre                    | 32 068  | 31,70 |
|                           |         |       |
| Votes valides             | 101 256 | 95,29 |
| Votes blancs et invalides | 5 006   | 4,71  |
| Total                     | 106 262 | 100   |
| Abstention                | 190 709 | 64,22 |
| Inscrits/Participation    | 296 971 | 35,78 |

Approuvez-vous la création en Martinique d’une collectivité unique exerçant les compétences dévolues au département et à la région tout en demeurant régie par l’article 73 de la Constitution ?
| Pour 69 188 (68,30 %) |  |  | Contre 32 068 (31,70 %) |
| ▲                     |  |  |                         |
| Majorité absolue      |  |  |                         |

## Conséquences
À l'inverse du premier référendum du 10 janvier 2010 où le Non s'était majoritairement imposé, c'est un Oui massif qui ressort de ce scrutin, malgré un très faible taux de participation de 35,78 % des inscrits.
La création de l’Assemblée de Martinique prend effet le 1er janvier 2016.